# Manninger Gusztáv Adolf
Manninger Gusztáv Adolf (Rácbóly, 1910. május 6. – Budapest, 1982. december 10.) magyar mezőgazdász, egyetemi tanár.

## Élete
Édesapja id. Manninger Gusztáv Adolf mezőgazdász, növénynemesítő, egyetemi tanár, intézetigazgató; a hazai gabonanemesítés egyik úttörője, több talajművelési eljárás kidolgozója, a Dunántúl egyik legnagyobb gazdaságának jószágkormányzója, édesanyja a nagy hírű, magyaróvári növénytermesztési professzor, Cserháti Sándor leánya, Cserháti Ilona volt. A szülők hat gyermeke közül ő volt a legidősebb. Unokaöccse Manninger Jenő, 2022-től Keszthely polgármestere, volt országgyűlési képviselő, egykori államtitkár.
Iskoláit Bólyban, Pécsett, illetve Sopronban, egyetemi tanulmányait Budapesten a József Nádor Műszaki és Közgazdaságtudományi Egyetem Mezőgazdaságtudományi Karán végezte. A diploma megszerzése után A gabonapoloskák élete és kártétele című egyetemi doktori disszertációját védte meg. Ezután két félévet a Georg August Göttingeni Egyetemen hallgatott, majd apja tanácsára a Soproni Egyetemen a Fehér Dániel vezette Talajbiológiai Intézetben dolgozott.
Később, ahogy lehetősége adódott, az oktatással kötelezte el magát, először Debrecenben, majd Székesfehérváron. 1939-től a Keszthelyi Mezőgazdasági Akadémián tanított, ahol 1942-ben már rendkívüli akadémiai tanár volt. Kezdetben igen sok tantárgyat művelt, majd fokozatosan a növényvédelem irányában szakosodott. Sokirányú tevékenysége közül később egyre többet az aktuális kártevők gyakorlati védekezés technikájával foglalkozott.
Személyéhez kötődik a talajlakó kártevők előrejelzése. A cukoripar hathatós támogatásával országos méretekben szervezte meg a répakártevők előrejelzését és az ellenük való védekezést. Ezért a munkájáért 1954-ben a Kossuth-díj ezüst fokozatát kapta meg. A vidéki főiskolák megszüntetése miatt ekkor már Budapesten, majd Gödöllőn a Agrártudományi Egyetem Növényvédelmi tanszék vezetőjeként és a kar dékánjaként oktatott.
Az 1956-os forradalom idején az egyetem rektorhelyettese volt. Ebben az időszakban bátran kiállt az ifjúság mellett, sőt a forradalmi bizottság elnökségének is tagja volt, e minőségében pedig (a később lefolytatott fegyelmi vizsgálat megállapításai szerint) egyik kezdeményezője és támogatója volt az egyetemről több kommunista beállítottságú dolgozó eltávolításának. Mindezek miatt 1957-ben eltávolították az egyetemről. Ezt követően a Növényvédelmi Kutató Intézetben dolgozott, ahol megszervezte a Védekezéstechnikai osztályt és a korábbi lelkesedésével járta az országot és tanácsaival segítette a gyakorlati növényvédelmet.
1972-ben megvédte a akadémiai doktori értekezését, amelynek témája a hazai növényvédelmi előrejelzés illetve az általa kidolgozott negatív prognózis a modern környezet védelmi igényeknek megfelelően. 1969-ben visszahívták a Keszthelyi Agrártudományi Egyetemre, ahol egyetemi tanárként újra tanított 1977-ig, de valójában aktívan tevékenykedett élete végéig, 1982. december 10-én  bekövetkezett haláláig.
Gazdag irodalmi tevékenységének köszönhető, hogy 279 cikket, könyvrészletet ill. könyvet hagyott az utókor számára.

## Emlékezete
Születésének 90. évfordulóján emlékülés keretében tiszteletére emléktáblát és mellszobrot avattak fel a Keszthelyi Pannon Agrártudományi Egyetemen.
A keszthelyi Szent Miklós temetőben található sírját (VII. parcella 6. sor, 12. sírhely), mely a Nemzeti sírkert részeként védett, 2021-ben újították fel az eredeti, archaikus sírjelek tiszteletben tartásával.

## Főbb művei
- Gazdasági növények termesztése. 1943. (Bittera Miklóssal együtt)
- A cukorrépakártevők előrejelzése Magyarországon. 1955. (több társszerzővel)
- Szántóföldi növények kártevői (különös tekintettel a nagyüzemi védekezésre). 1960.
- A lucerna termesztése és védelme. 1968. (Kemenessy Ernővel együtt)